# Élections législatives norvégiennes de 1924
Les élections législatives norvégiennes de 1924 (Stortingsvalet 1924, en norvégien) se sont tenues le 21 octobre 1924, afin d'élire les cent cinquante députés du Storting pour un mandat de trois ans. 
Le Parti libéral de gauche obtient 11 sièges grâce à son alliance avec le Parti conservateur. Au cours de ces élections, cette alliance fut intégrale et le parti libéral de gauche n'a pas présenté de listes autonomes.